# Дербентская улица (Владикавказ)
Дербентская улица — улица во Владикавказе, Северная Осетия, Россия. Улица располагается в Иристонском муниципальном округе Владикавказа между улицами Пушкинской и Братьев Габайраевых. Начинается от Пушкинской улицы, пересекает улицу Декабристов.
Улица названа именем города Дербент.
Улица образовалась во второй половине XIX века и впервые была отмечена под современным наименованием на Плане областного города Владикавказа Терской области от 1911 года. Упоминается под этим же названием в Перечне улиц, площадей и переулков от 1925 года.